# Feliciano Scarpellini
Feliciano Scarpellini (Foligno, 20 ottobre 1762 – Roma, 29 novembre 1840) è stato un abate e astronomo italiano.

## Biografia
Nacque da Filippo e da Caterina Piermarini, sorella dell'architetto Giuseppe Piermarini. Nel 1782 si recò a Roma per effettuare i suoi studi presso la Pontificia Università Gregoriana. Cinque anni dopo prese i voti e divenne poi abate, oltre ad essere eletto maestro di logica e metafisica al Collegio Romano. Nel 1798 coprì la carica di tribuno della Repubblica Romana. Fu direttore dal 1797 al 1814 della Specola Caetani, il primo osservatorio astronomico istituito a Roma.
Favorì la ricostruzione dell'Accademia dei Lincei (1801) e fu docente alla cattedra di Fisica sacra, da lui voluta. Creò l'Osservatorio astronomico del Campidoglio. Esaminò, assieme a Domenico Morichini, la tecnica dell'orafo Fortunato Pio Castellani con la quale si riuscì a ottenere l'oro di colore chiaro dei gioielli etruschi.
Fu zio dell'astronoma Caterina Scarpellini.